# Weltraumstaunen
Weltraumstaunen ist das Projekt der deutschen Psychedelic-Musiker Dave Schmidt und Andi Heinrich, der auch den Namen festlegte.

## Bandgeschichte
Am 13. Februar 1998 starteten die beiden Multiinstrumentalisten David „Dave“ Schmidt und Andreas „Andi“ Heinrich sowie dessen damalige Frau Silke „Silk“ Heinrich (Bass und Vokal-Passagen) ihr sphärenmusikalisches Projekt Weltraumstaunen mit einer Aufnahme-Session in Bayreuth. Schmidt war Mitglied der Berliner Bands Zone Six und Liquid Visions. Das Ehepaar Heinrich spielte in der Bayreuther Formation Growing Seeds. Die Intention war, außerhalb ihrer bestehenden Bandgefüge sozusagen eine musikalische Fernbeziehung einzugehen, das heißt jeder sollte an seiner angestammten Wirkungsstätte bleiben und der Ideenaustausch und die Endbearbeitung per Tonband-Verschickung erfolgen. Zunächst traf man sich nur zur „Gründungsveranstaltung“, deren musikalischer Improvisations-Teil sogleich mitgeschnitten wurde. Im Booklet ist explizit vermerkt, dass es sich um einen Freitag, den 13., und eine Vollmondnacht gehandelt hatte. Dass Schmidt im Sommer 1998 den Platz des Growing Seeds-Schlagzeugers einnahm, war zu diesem Zeitpunkt nicht geplant, die gemeinsame Zeit am selben Ort hielt aber auch nicht länger als ein knappes Jahr bis zur Auflösung von Growing Seeds an. Neben dem fast 22-minütigen bei der Session entstandenen Kernstück Astonished … Like the Universe steuerten Schmidt und Heinrich jeweils zwei mehr oder weniger fertige – im Verhältnis dazu – kürzere Tracks bei.
Nachdem die Vorab-Tapes auf großes Interesse gestoßen waren, erschien das Album Weltraumstaunen im Sommer 1999 sowohl als Vinyl-LP als auch im CD-Format. Es ist ein „Spacerock-Psychedelic-Album […] mit dreckigen Gitarrenriffs, treibenden Drums und zischenden Synthies […], ätherische[n] Vocals […], Rückkopplungseffekte[n] und […] Geräusche[n]“. Im Frühjahr 2002 machten sich die beiden Projekt-Köpfe an die Arbeit zum zweiten Album, das Weltraumwelt genannt und 2004 ebenfalls in zwei Tonträger-Versionen veröffentlicht wurde. Es enthält mehr Stücke als der Erstling, die zudem eine größere stilistische Bandbreite aufweisen.
Schmidts unermüdlicher Schöpfergeist äußerte sich danach weiter, so unter der Bezeichnung Sula Bassana, Space Shuttle Pilots und Südstern 44. Bei der letztgenannten Band ist Silk Heinrich mit dabei, die seit der Trennung von ihrem Mann als Silke Fugmann oder als Ellipopelli in Erscheinung tritt. 2006 zog Schmidt der Liebe wegen nach Österreich, was ihn nicht davon abhielt, alte Projekte fortzuführen und neue anzuschieben. Weltraumstaunen existiert weiterhin, auch wenn seit Weltraumwelt kein neues Schaffens-Dokument vorgelegt wurde.

## Diskografie
- 1999: Weltraumstaunen
- 2004: Weltraumwelt